# Autódromo Ezequiel Crisol
El Autódromo Ezequiel Crisol, conocido también como Autódromo Aldea Romana, es un circuito de competiciones de la República Argentina, ubicado en las afueras de la barriada de Aldea Romana, próxima a la Ciudad de Bahía Blanca, Provincia de Buenos Aires. Es un autódromo de 3.324 metros de extensión, 3.098 metros, 3325.76 metros, 2.020 metros y es uno de los escenarios más importantes del automovilismo del sur de Argentina. Por su extensión y capacidad, este autódromo suele ser sede de las categorías más importantes del automovilismo argentino: El Turismo Competición 2000, el Top Race y el Turismo Nacional.

## Historia

### El Automovilismo en Bahía Blanca
Bahía Blanca tuvo tres autódromos, uno en la localidad de Grunbein, otro en Villa Bordeu y el último en Aldea Romana.
En Grunbein se destacó el 9 de abril de 1951 la competencia organizada por el Bahía Blanca Automóvil Club. Dicha competencia fue el premio de fuerza limitada. El circuito era un óvalo de tierra, con una extensión de 2280 metros que los pilotos debían recorrer en series preliminares de 10 vueltas y una final a 30 vueltas.
El 23 de noviembre de 1958 se inauguró el autódromo de Villa Bordeu, con una extensión de circuito de 1950 metros, cuya inauguración contó con una prueba de fuerza limitada y motociclismo. La organización estuvo a cargo de Bahía Blanca Automóvil Club. Este autódromo contó con numerosas competencias zonales y otras tantas nacionales, el Turismo Carretera lo visitó en tres oportunidades entre 1961 y 1964.
Carlos J Martín se consagró ganador de la categoría fórmula 1 Villa Bordeu. Posteriormente este autódromo se llamó Carlos J Martín debido a su fallecimiento a raíz del accidente sufrido en una competencia de Fórmula 3 internacional a comienzos de 1967.
Posteriormente el Turismo Carretera visitó numerosas veces la ciudad de Bahía Blanca, solo que no lo hizo en ningún autódromo, lo hacía en circuitos semipermanentes, la última vez del tc en la ciudad fue en el año 2002 cuando corrió en la base aeronaval.
En 1972 comenzó la construcción del autódromo de Aldea Romana. Terminó por ser inaugurado en marzo de 1978. En principio se hizo un autódromo de tierra donde se realizaron numerosas competencias, posteriormente se realizó el asfaltado de la pista donde recibió numerosas categorías, regionales y nacionales. En su época de oro contó con dos circuitos, uno corto de 2.020 metros y otro largo de 3.324 metros.

## Reinauguración
Luego de varios años en obras de remodelación y repavimentación de la pista, el 21 de febrero de 2020 volvió la actividad al reinaugurado autodromo con la disputa de la primera fecha del Turismo Nacional ahora con una extensión de 3.000 metros de cuerda.
Antiguas extensiones el Nº1 de 3.274,88 metros, 3.275 o 3.324 o 3.325 metros y el Nº2 de 2.020 metros de perimetro.